# 斯塔羅西爾利亞 (戈羅季謝區)
49°24′12″N 31°36′1″E / 49.40333°N 31.60028°E
舊西利亞（烏克蘭語：Старосілля）是位於烏克蘭中部的村莊，由切爾卡瑟州切爾卡瑟區的姆利伊夫市鎮負責管轄。該村面積60.6平方公里，海拔高度98米，2010年人口2,228，人口密度每平方公里36.8人。